# Janitsek Jenő
Janitsek Jenő (Kolozsvár, 1920. szeptember 1. – Kolozsvár, 2014. augusztus 5.) erdélyi magyar nyelvész, szlavista, helynévkutató.

## Életútja
Szülővárosában a Bariţiu Líceumban érettségizett (1938), a Bolyai Tudományegyetemen jogi (1951), a bukaresti Gorkij-intézetben orosz nyelv és irodalom szakos tanári diplomát szerzett (1954). A kolozsvári egyetemen az orosz nyelv, majd a szlavisztika tanszékére került, innen lektorként (adjunktusként) ment nyugalomba (1981). Főleg helynévkutatással, tanulmányaiban a román–magyar–szláv helynevek kölcsönhatásával foglalkozik, ebben a tárgykörben írta doktori értekezését is (Contribuţii la studiul relaţiilor lingvistice ucrainene. Onomastica din Maramureş).

## Munkássága
Összegyűjtötte 46 máramarosi falu személy- és helyneveit s a Kolozsvár környéki falvak földrajzi neveit (kéziratban). Sorozatosan, gondosan kidolgozott közlési módszer alapján, tárgykörét feltérképezve közzétette Erdővidék és néhány szomszédos falu – Magyarhermány, Nagy- és Kisbacon, Bibarcfalva és Bodos, Vargyas, Középajta, Szárazajta és Zalánpatak, Apáca és Nagyajta, Miklósvár és Köpec, Barót és Olasztelek, Bölön, Felsőrákos, Bardoc és Száldobos – (NyIrK, 1969–78), Farkas Zoltánnal együtt Torockó és Torockószentgyörgy (NyIrK, 1981/1) helynévanyagát.
Helynévfeldolgozó és -értelmező tanulmányai nyelvészeti folyóiratokban (Limba Română, Cercetări de lingvistică, Studia), valamint más névtudományi szakmunkákban (Studii şi materiale onomastice; Studii şi cercetări onomastice; Probleme onomastice) jelentek meg.
1989 után számos névtani tanulmánya jelent meg magyar nyelven az ELTE Hajdú Mihály által szerkesztett Magyar névtani dolgozatok című sorozatában (Atyha, Etéd, Énlaka, Küsmöd és Sófalva hely- és családnév anyagát tartalmazzák az egyes kötetek), erdélyi önálló kötetekben és a Nyelv- és Irodalomtudományi Közleményekben. Hely- és személynév kutatói munkássága nagyban segítette a helytörténeti, néprajzi monográfiák megszületését, amelyek írásában Janitsek Jenő gyakran közvetlenül közreműködött. Például a Korondi sokadalom (Csíkszereda, /Pallas-Akadémia, Csíkszereda, 2000.); Sztána története és névanyaga. Sztána–Kolozsvár, 2005., Sztánai Füzetek., stb.

## Művei
- Janitsek Jenő–Hints Miklós: Az erdélyi Melles-völgy helynevei; ELTE, Bp., 1992 (Magyar névtani dolgozatok)
- Torockó és Torockószentgyörgy hely- és családnevei; térkép Papp Ernő; ELTE, Bp., 1992 (Magyar névtani dolgozatok)
- Bardócszék hely- és családnevei; ELTE, Bp., 1993 (Magyar névtani dolgozatok)
- Janitsek Jenő–Román János: A máramarosi Hosszúmező hely- és személynevei; ELTE, Bp., 1994 (Magyar névtani dolgozatok)
- Janitsek Jenő–Szőcs Lajos: Énlaka jelenkori és történeti hely- és családnevei; ELTE, Bp., 1998 (Magyar névtani dolgozatok)
- Janitsek Jenő–Szőcs Lajos: Atyha jelenkori és történeti hely- és családnevei; ELTE, Bp., 1998 (Magyar névtani dolgozatok)
- Janitsek Jenő–Szőcs Lajos: Küsmöd jelenkori és történeti hely- és családnevei; ELTE, Bp., 1998 (Magyar névtani dolgozatok)
- Janitsek Jenő–Szőcs Lajos: Etéd jelenkori és történeti hely- és családnevei; ELTE, Bp., 1998 (Magyar névtani dolgozatok)
- Hints Miklós–Janitsek Jenő: A Maros-Küküllő köze tizenkét településének jelenkori és történeti helynevei; ELTE, Bp., 1999 (Magyar névtani dolgozatok)
- Janitsek Jenő–Szőcs Lajos: Sófalva történeti és mai család- és helynevei; ELTE, Bp., 2000 (Magyar névtani dolgozatok)
- Janitsek Jenő–Hári Gyula: Sepsiszentkirály helynevei; ELTE, Bp., 2000 (Magyar névtani dolgozatok)
- Janitsek Jenő–Szőcs Lajos: Korond (Sóvidék) jelenkori és történeti hely- és családnevei; ELTE, Bp., 2001 (Magyar névtani dolgozatok)
- Janitsek Jenő–Szőcs Lajos: Sóvárad jelenkori és történeti hely- és családnevei. Sóvidék; ELTE Magyar Nyelvtudományi Intézet, Bp., 2002 (Magyar névtani dolgozatok)
- Janitsek Jenő–Szőcs Lajos: Siklód jelenkori és történeti hely- és családnevei; ELTE, Bp., 2002 (Magyar névtani dolgozatok)
- Janitsek Jenő–Szőcs Lajos: Parajd jelenkori és történeti hely- és családnevei; ELTE, Bp., 2002 (Magyar névtani dolgozatok)
- Janitsek Jenő–Ferenczi Réka: Székelydálya jelenkori és történeti hely- és családnevei; ELTE, Bp., 2003 (Magyar névtani dolgozatok)
- Janitsek Jenő–Szőcs Lajos: Szolokma történeti és jelenkori hely- és családnevei; ELTE Magyar Nyelvtudományi Intézet Névkutató Munkaközössége, Bp., 2003 (Magyar névtani dolgozatok)
- Miklósvárszék történeti és jelenkori hely- és családnevei; ELTE, Bp., 2004 (Magyar névtani dolgozatok)
- Sztána története és névanyaga; Művelődés–Szentimrei Alapítvány, Kolozsvár–Sztána, 2005 (Sztánai füzetek)
- Janitsek Jenő–Farkas Aladár: Borszék története és névanyaga; Státus–Havas Vendégház, Csíkszereda–Borszék, 2008
- A háromszéki Székföld jelenkori és történeti hely- és családnevei; Magyar Nyelvtudományi Társaság, Bp., 2008 (Magyar névtani dolgozatok)
- Gyergyótölgyes története és névanyaga; Mark House Kiadó, Gyergyószentmiklós, 2009

## Méltatása
- 2000-ben 80. születésnapjának tiszteletére a Magyar Nyelvtudományi Társaság 2000. december 5-i felolvasó ülésén Hajdú Mihály méltatta Janitsek Jenő munkásságát.[5]